# Jacques Missoffe
Pour les articles homonymes, voir Missoffe.

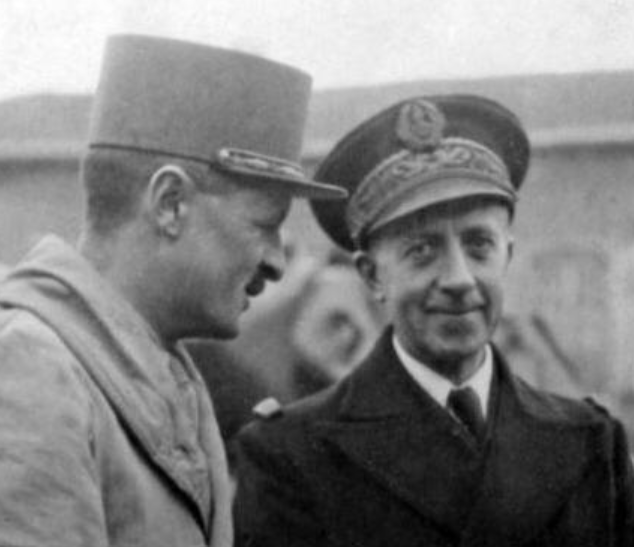
l'amiral Missoffe, aux côtés du général Leclerc, en Normandie en juillet 1944

Jacques Missoffe, né le 26 mai 1893 à Brest, mort le 26 juin 1982 à Paris dans le 7e arrondissement, est un amiral français. 

## Biographie
Né le 26 mai 1893 à Brest, fils d'Edmond Missoffe, professeur de rhétorique au lycée de Brest puis au lycée Carnot à Paris, et de Marguerite Missoffe (née Bevière), Jacques Missoffe entre dans la Marine l'année de ses 18 ans en 1911. Enseigne de vaisseau lorsqu'éclate la Première Guerre mondiale, il est d'abord affecté à la Direction des mouvements du port de Cherbourg puis, en 1915-1916, il aura le commandement d'une section de chalutiers chargés de la lutte anti-sous-marine. À la fin de la première guerre mondiale, il est lieutenant de vaisseau à bord du sous-marin Ramazotti.
Capitaine de corvette en 1928, puis capitaine de frégate en 1932, il commandera le Jeanne d'Arc, l'Epervier, le Tourville puis en 1939, le Jean de Vienne. Après la débâcle du début de la Seconde Guerre mondiale, tandis que ses fils rejoignent les Forces françaises libres dès juin 1940, il reste à son poste et sera affecté à la Section d'études générales des forces maritimes. En 1942, il rejoint le Général de Gaulle et sera, jusqu'en juin 1944 vice-amiral d'escadre, Commandant de la Marine à Oran.
Il était Commandeur de l’ordre de l'Empire britannique, Legion of Merit et Grand officier de la Légion d’honneur. Il fut également l'auteur de deux ouvrages inspirés par son engagement chrétien, Approche et présence de la Bible et La règle de Saint-Benoît appliquée à la conduite d'une famille. 
Il est le père de huit enfants qui s'illustreront dans la Résistance, dont Dominique Missoffe, engagé dans les cadets de la France libre à 15 ans et tué à 19 ans en août 1944, et dont François Missoffe, qui sera plusieurs fois ministre et ambassadeur de France au Japon et qui était le père de la ministre et députée Françoise de Panafieu.